# Castéra-Lectourois
 Castéra-Lectourois  (en occitano Lo Casterar Leitorés) es una población y comuna francesa, ubicada en la región de Mediodía-Pirineos, departamento de Gers, en el distrito de Condom y cantón de Lectoure.

## Demografía
| 382 | 307 | 245 | 223 | 241 | 296 |
| Para los censos de 1962 a 1999 la población legal corresponde a la población sin duplicidades (Fuente: INSEE [Consultar]) |     |     |     |     |     |